# Банк

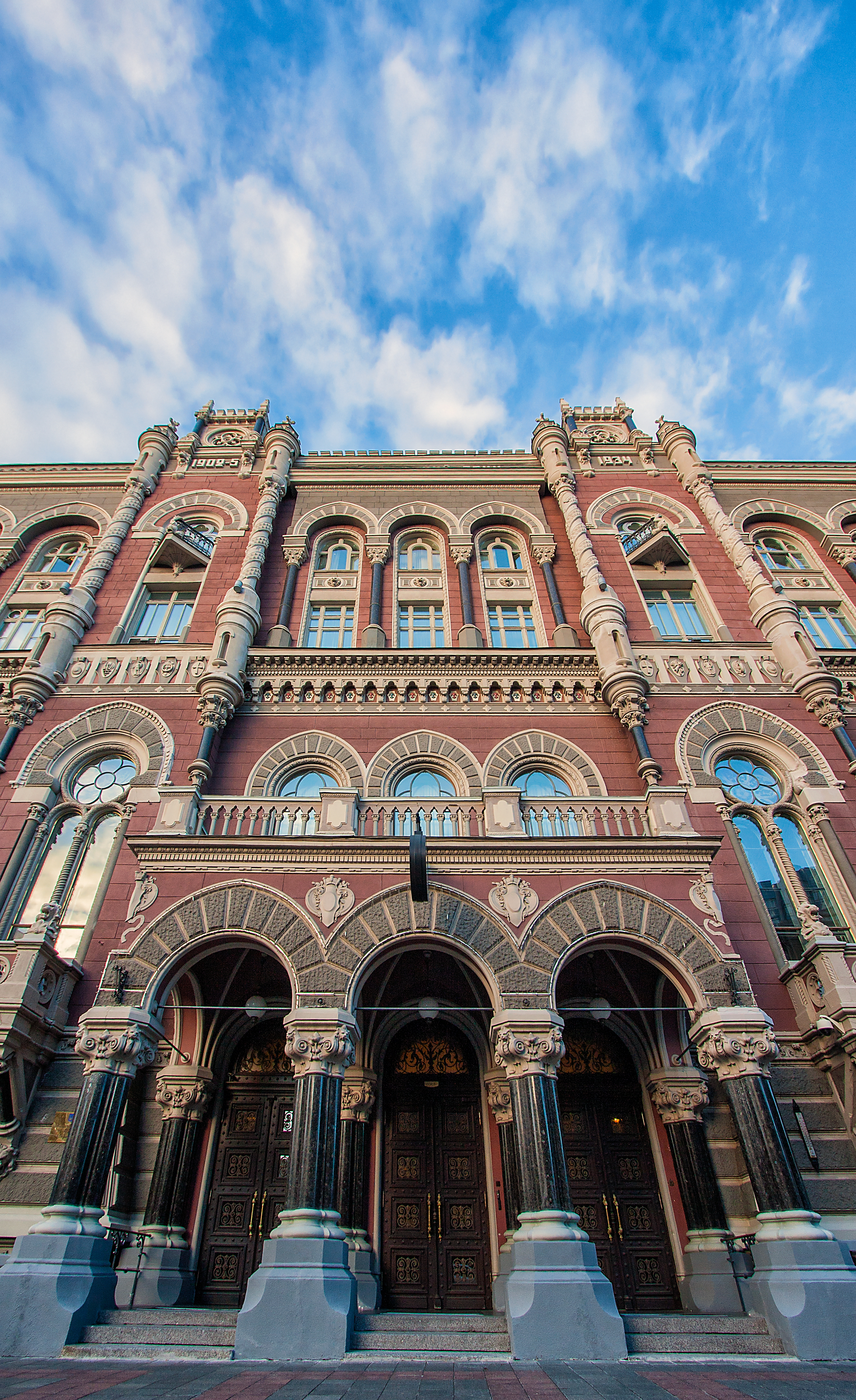
Національний банк України

Ба́нк (від італ. banco — лавка або стіл) — кредитно-фінансова установа, яка здійснює грошові розрахунки, акумулює грошові кошти та інші цінності, надає кредити та здійснює інші послуги за фінансовими операціями.
Витоки банківської справи сягають античності. У XIII–XVIII ст. важливу роль відігравали флорентійські, генуезькі та амстердамські банкіри. XIX ст. стало періодом становлення банківських центрів, особливо у Великій Британії.
З XV ст. з’являються державні банки: «Таула де Камбіс» (1401), «Каса ді Сан Джорджо» (1407), «Банко Ріальто» (1587), Амстердамський банк (1609), «Банко Джиро» (1619). У 1694 р. створено Англійський банк, що з 1844 р. має статус центрального. XIX ст. — поява центральних банків Франції, Фінляндії, Японії.
Банківська система більшості країн дворівнева: комерційні банки обслуговують населення та бізнес, а центральний банк відповідає за емісію та монетарну політику. Банки класифікують за власністю (державні, акціонерні, кооперативні), масштабом (роздрібні, оптові), територією (міжнародні, національні, регіональні) та функціями (спеціалізовані, універсальні).
В Україні банківська справа бере початок у XV ст., розвиваючись у межах різних держав. У Російській імперії діяли державні та приватні банки, в Австро-Угорщині — кооперативні та кредитні установи. У радянський період банківська справа була централізована й підпорядкована державі.
20 березня 1991 р. створено Національний банк України, що започаткувало дворівневу систему: НБУ та мережа комерційних банків. Станом на 2015 р. в Україні діяло 126 комерційних банків, серед яких три державні (Ощадбанк, ПриватБанк, Укрексімбанк).

## Історія банківських установ у світі
Витоки банківської справи сягають античності. Перші спроби банків взяти під контроль економіку пов'язані з діяльністю флорентійських банкірів на рубежі 13–14 століть, генуезьких — у другій половині 16 — на початку 17 століть, амстердамських — у 18 столітті (до 1789). Потенціал банків сповна визрів у 19 столітті, коли центром банківської активності стає Велика Британія.
Від 15 століття беруть початок спроби організації державних банків (1401 — «Таула де Камбіс» у Барселоні, 1407 — «Каса ді Сан Джорджо» в Генуї, 1587 — «Банко Ріальто», 1609 — Амстердамський банк, 1619 — венеційський «Банко Джиро»). В 1694 році засновано Англійський банк, що вперше став займатися не лише депозитами та переказами, а й наданням позик. В 1844 році за ним закріплено статус Центрального банку Великої Британії. (Центральний банк Франції заснований в 1800 році, Фінляндії — в 1811 році, Японії — в 1882 році.)

## Банківська система

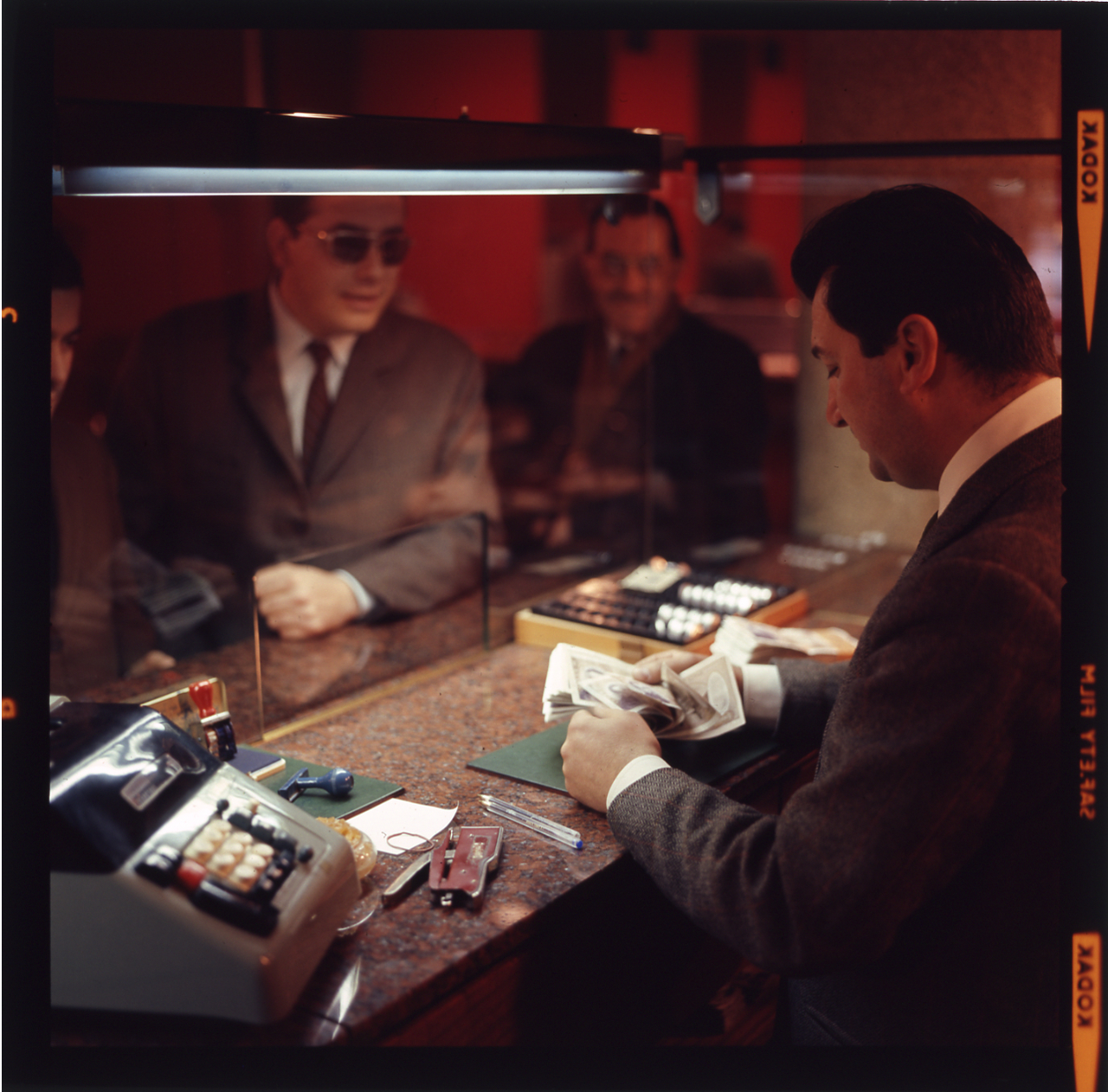
1970

Банківська система більшості країн є дворівневою:
- Комерційні банки розташовані на першому щаблі банківської системи та безпосередньо здійснюють обслуговування фізичних та юридичних осіб з метою одержання прибутку.
- Центральний банк («банк банків») розташований на другому щаблі банківської системи та здійснює емісійну та грошово-кредитну політику в державі, організує міжбанківські розрахунки, координує діяльність банківської системи в цілому. В Україні ці функції виконує Національний банк України.

Бáнківські ресýрси (пасиви) — сукупність коштів, що перебувають у розпорядженні банку й використовуються ним для здійснення кредитних та інших активних операцій.
Бáнківські оперáції — операції, які забезпечують функціонування й прибутковість банків. Розрізняють пасивні (наприклад, залучення депозитів) та активні (наприклад, надання кредитів). У комерційних банках, насамперед, мають на меті одержання прибутку, та супроводжуються необхідними записами на банківських рахунках та в бухгалтерських документах.
Акт́ивні оперáції бáнків — банківські операції, за допомогою яких банки розміщують наявні в них грошові ресурси (видача позик, купівля цінних паперів тощо).

## Види комерційних банків
У світовій практиці існує дві моделі сегментації банківської діяльності:
1. модель сегментування, коли банківська діяльність обмежена певним видом операцій чи сектором грошового ринку;
2. модель універсальності, коли обмеження щодо діяльності банків на грошовому ринку знімаються.

У ринковій економіці функціонують різні види банків, які класифікуються за певними ознаками:
1. За формою власності:
  - державні банки;
  - акціонерні банки;
  - кооперативні банки.
2. За масштабами операцій:
  - роздрібні — акумулюють невеликі за обсягом кошти численних клієнтів. Потрібна розвинена інфраструктура;
  - оптові — обслуговують невелику кількість великих клієнтів, а необхідні ресурси залучають на фінансовому ринку.
3. За територіальним охопленням:
  - міжнародні;
  - регіональні;
  - банки, що діють у національному масштабі (колишні спеціалізовані банки).
4. За колом виконуваних операцій:
  - спеціалізовані
  - ощадні банки
  - розрахункові — банки, з якими депозитарій уклав договір про грошові розрахунки за угодами щодо цінних паперів.[3]
  - інвестиційні
  - іпотечні
  - тимчасові ощадні банки
  - універсальні.

Спеціалізовані банки обмежують свою діяльність невеликим колом операцій або функціонують у вузькому секторі ринку, або обслуговують окремі галузі економіки (ощадні, іпотечні, банки споживчого кредиту, банки підтримки, гарантійні, розрахункові (клірингові) банки або палати). Універсальні банки виконують широкий спектр банківських операцій, охоплюють багато секторів грошового ринку та галузей економіки. В Україні більшість банків універсальні, їм заборонено здійснювати діяльність лише у сфері торгівлі, матеріального виробництва й страхування.
Крім функціональної, виділяють галузеву й регіональну спеціалізації банків.

## Банки України

### Історія
На теренах України європейські банки активно працюють з 15 століття («Каса ді Сан Джорджо» 1453–75 контролював Кафу та інші кримські колонії генуезців, помітним центром банківських операцій з 15 століття стає Львів, із 16 століття — Володимир (нині м. Володимир-Волинський) та інші міста).
У Російській імперії, до складу якої входила значна частина території України, банківська справа була монополізована державою (до 1860-х років). Початки державного кредиту датуються 1733 роком, коли Монетна контора в Санкт-Петербурзі почала видавати позички під 8 % річних (під заставу золота чи срібла). В 1754 році створено два державних банки — Дворянський (позичкові банки для дворянства в Санкт-Петербурзі та Москві при Сенаті й Сенатській конторі) та Купецький (банки для поліпшення комерції при Петербугському порту та купецтва при Комерц-колегії). Ефект від них був малий, тому Купецький банк було закрито в 1782 році, а Дворянський — в 1785. В 1768 році було відкрито два асигнаційних банки, які також були малоуспішними. В 1786 році замість них було засновано Державний позичковий та Державний асигнаційний банки. На відміну від інших фінансових установ, Державний позичковий банк від початку призначався для довгострокового кредитування. Він видавав позики поміщикам (на термін до 30 років) під заставу маєтків (на це спочатку було виділено 33 млн рублів казенних грошей). В 1802 році з ним злився Допомоговий для дворянства банк (засновано в 1797). Існував також Астраханський банк (1764—1821). В 1797—1817 роках у Росії як кредитні установи діяли і так звані облікові контори. В Україні в 1781–88 роках діяли вимінні (Київ, Харків, Ніжин, Херсон, Одеса), а в 1806–17 роках — дисконтні контори (Одеса, Феодосія) Державного асигнаційного банку. В 1817 році останній було реорганізовано в Державний комерційний банк із завданням сприяти торгово-промисловому розвиткові країни (мав контори в Одесі — з 1819 року, Києві — з 1839 року, Харкові — з 1843 року з філією в Полтаві від 1852 року). Найуспішнішим банківським проєктом на теренах Російської імперії першої половини 19 століття був Польський банк (заснований в 1828 році). Від першої половини 19 століття ведуть початок і громадські міські банки (в середині 19 століття їх було 15), що мали місцевий, благочинний і становий характер. Були поширені також неофіційні банківські установи, зокрема, серед єврейських громад України.
Після реформ 1860-х рокіх частка держави на ринку банківських послуг у Росії залишилася значною. В 1860 році Державний комерційний банк реорганізовано в Державний банк (з 1896 року — Центральний емісійний банк), який мав в Україні три контори — в Києві, Одесі і Харкові та 24 відділення в інших містах (обслуговували переважно крупне поміщицьке підприємництво). Селянський поземельний (заснований в 1882 році) та Дворянський земельний (засновано в 1885 році) банки надавали послуги іпотечного (під заставу землі) кредиту (в Україні перший мав 9 відділень, другий — 7).
Від другої половини 19 століття бурхливо розвиваються російські приватні банки. Із 39 акціонерних банків країни в Україні функціонувало 10: Київський приватний комерційний (1868—1918), Харківський торговий (1868—1901), Одеський комерційний (1870–78), Київський промисловий (в 1871 році, з 1896 року — Південно-російський промисловий, в 1908 році увійшов до Об'єднаного банку), Миколаївський комерційний (1872–84), Катеринославський комерційний (1872—1901), Кременчуцький комерційний (1872– 94), Кам'янець-Подільський (1873– 79), Одеський обліковий (1879—1918), Одеський торгово-промисловий (з 1888 року, в 1893 році перетворений в Одеське відділення Банку для зовнішної торгівлі).
Поширені були міські банки, що створювалися на кошти міських товариств і здійснювали свої операції під контролем міських дум. На кінець 19 століття в Україні налічувалося 33 міських громадянських банки. Вони давали позики під заставу нерухомості й кредитували переважно місцеву промисловість: київські банки — головним чином цукрово-рафінадні й борошномельні підприємства; харківські та катеринославські банки — кам'яновугільні та металургійні.
На українських землях Австро-Угорщини панував привілейований Австрійський національний банк (засновано в 1816 році, від 1878 року став називатися Австро-угорський банк), який мав свої відділення у містах Галичини, Буковини й Закарпатської України. Наприкінці 19 століття виникають українські банки: Українська щадниця «Віра» (1894 рік) в Перемишлі, кредитне товариство «Дністер» (1895 рік), «Крайовий союз кредитовий» (1898 рік, від 1924 року — Центробанк), Земельний банк гіпотечний (1910 рік) та інші у Львові. Після Першої світової війни на Галичину, Закарпаття та Буковину відповідно поширювалися банківські системи Польщі, Чехословаччини та Румунії. Найпомітнішим у цей час українським банком був кооперативний промисловий банк — Промбанк (1935 рік) у Львові. У 1939 році вся місцева банківська мережа була ліквідована радянською владою.
За часів української революції в 1917—1921 роках в Україні функції українського державного банку спочатку виконувала Київська контора Державного банку Росії. Державний банк і Державний земельний банк було засновано лише за гетьманування Павла Петровича Скоропадського.
У радянській Росії декретом РНК від 8 грудня (25 листопада) 1917 року було ліквідовано Державний земельний банк, а 27 (14) грудня 1917 року декретом Всеросійського ЦВК націоналізовано й злито з Державним банком усі приватні банки; банківська справа оголошувалася державною монополією. Відтак утворився Народний банк РСФРР (припинив існування у січні 1920 року). Перехід до нової економічної політики сприяв заснуванню 4 жовтня 1921 року Державного банку РСФРР, 6 липня 1923 року його реорганізовано у Державний банк СРСР (місцевий орган в Україні з 12 жовтня 1921 року — Всеукраїнська контора в Харкові). В 1922—1924 роках в СРСР засновано галузеві банки. В Україні діяли: Всеукраїнські контори Торгово-промислового банку (1922 рік) та Банку для зовнішньої торгівлі СРСР (в 1924 році, відомий також як Зовнішторгбанк), чимало філій Всеросійського кооперативного банку, а також республіканські й місцеві банки та кредитні установи: Всеукраїнський кооператиний банк (1922 рік), Український сільськогосподарський банк (1923 рік), місцеві комунальні банки, товариства сільсько-господарського кредиту, товариства взаємного кредиту, кредитні товариства та міські ломбарди. Галузеві банки реорганізовано в 1932 році в чотири банки довгострокових вкладень — Промбанк, Сільгоспбанк, Всекобанк (від 1936 року — Торгбанк, у 1957 році — ліквідовано) і Цекобанк із системою місцевих комунальних банків. У 1959 році Сільгоспбанк, Цекобанк і місцеві комунальні банки ліквідовано, їхні функції перейшли до Держбанку та Промбанку, останній перейменовано на Всесоюзний банк фінансування капітальних вкладень (Будбанк). Крім них, до банковськой системи Радянського Союзу входили Зовнішторгбанк та ощадні каси. Державний банк СРСР залишався єдиним емісійним, касовим та розрахунковим центром у країні. Він здійснював грошову емісію і організовував грошовий обіг, проводив коротко- та довгострокове кредитування народного господарства й населення, здійснював господарські розрахунки, касове виконання державного бюджету, міжнародні кредитні й розрахункові операції та операції з дорогоцінними металами й іноземною валютою.
20 березня 1991 року створено Національний банк України (НБУ) на базі Українського республіканського відділення Державного банку СРСР. В Україні сформовано дворівневу банківську систему: НБУ та мережа комерційних банків. Від березня 1991 року до травня 1999 року її діяльність регулювалася Законом України «Про банки і банківську діяльність» та Постановою Президії ВР України «Про Статут Національного банку України» від 7 жовтня 1991 року, а згодом Законом України «Про Національний банк України» (1999, із змінами й доповненнями 2000). Майже 4/5 статутних фондів комерційних банків утворено свого часу на кошти державних підприємств.
Станом на 1 вересня 2015 року в Україні функціонує 126 комерційних банків (без неплатоспроможних).
Три з них є повністю державними: Український експортно-імпортний банк, ПриватБанк (націоналізований у травні 2016) та Ощадний банк України та один банк має ліцензію санаційного банку(банк Родовід). Решта мають статус публічних акціонерних товариств. Хоча в деяких із них частка держави становить понад 99% (Укргазбанк, Родовід банк), вони не є повністю державними.
За порядком формування статутного фонду комерційні банки поділяють на публічні та приватні акціонерні товариства й пайові банки. Характерні ознаки цих господарських товариств регламентуються Законом України «Про акціонерні товариства».
Кишеньковий (кептивний) банк, як частина фінансо-промислової групи, є кліринговим центром для операцій групи, а також залучає кошти для групи на фінансовому ринку.
Організацію міжбанківських розрахунків, здійснення емісійної та грошово-кредитної політики, нагляд за банківськими установами та координацію діяльності банківської системи в цілому в Україні здійснює Національний банк України.